# Llengua sena
El sena (N40 a la classificació de Guthrie) és una llengua bantu de Moçambic que es parla a quatre províncies: Tete, Sofala, Zambézia i Manica per gairebé dos milions de persones com a llengua mare (els senes) i mig milió més que el parlen sense que sigui la llengua mare.
Es divideix en diverses variants: sena (parlada als districtes de Chemba, Caia, Cheringoma and Mutarara, Sena-Phodzo in Marromeu, Chinde i Mopeia), sena-tonga (Canxixe i Maringwe), sena-chweza (Doa, Tambara i Chiramba), sena-bangwe (Dondo i Beira), sena-gorongozi, i altres.
Algunes observacions sobre els temps verbals Sena es poden trobar a Kiso (2012).